# ASASSN-15lh
ASASSN-15lh (SN 2015L) – supernowa odkryta w czerwcu 2015. W momencie odkrycia była uważana za najjaśniejszą supernową odkrytą do tego czasu. Świeciła z jasnością 600 miliardów razy większą od Słońca – około 20 razy jaśniej niż wszystkie gwiazdy w naszej Galaktyce i uważano, że należy do typu hydrogen-poor super-luminous supernova.  Wyniki nowszych badań wskazują na to, że nie była to supernowa, ale tzw. tidal disruption event - rozerwanie gwiazdy która zbliżyła się do szybko wirującej czarnej dziury.

## Nazwa
Akronim „ASASSN” pochodzi od nazwy automatycznego programu przeglądu nieba poszukującego supernowych All Sky Automated Survey for SuperNovae (ASAS-SN). Druga część nazwy „15lh”, to kolejno rok odkrycia (2015) oraz numer kolejny supernowej (pierwsza supernowa otrzymuje oznaczenia „A”, dwudziesta szósta – „Z”, począwszy od dwudziestej siódmej supernowe mają dwuliterowe oznaczenia, zaczynając od „aa” do „az”, i następnie od „ba” do „bz” itd. – „lh” oznacza, że było to 220. odkrycie supernowej przez program ASAS-SN). Podobnie tłumaczone jest bardziej ogólne oznaczenie „SN 2015L” – SN oznacza „supernową”, „2015” to rok odkrycia, „L” – numer kolejny odkrycia w danym roku.

## Odkrycie
Supernowa została odkryta w czerwcu 2015 w ramach przeglądu nieba ASAS-SN. Początkowo nic nie wskazywało na to, aby wybuch był w jakiś sposób specjalnie znaczący. Dodatkowe dane uzyskane przez Obserwatorium Las Campanas wskazały, że widmo wybuchu było bardzo niezwykłe, pasowało ono jedynie do kilku wcześniej odkrytych „super-jasnych supernowych” (takich jak SN 2008am, SN 2006gy, SN 2006tf, SN 2008es, SN 2008fz, SN 2008iy i prawdopodobnie SCP 06F6), ale tylko pod warunkiem, że jego linie spektralne były przesunięte ku czerwieni w bardzo znacznym stopniu, co równocześnie sugerowało bardzo dużą odległość wybuchu. Dodatkowe informacje obserwacyjne z Wielkiego Teleskopu Południowoafrykańskiego potwierdziły te przypuszczenia – odległość wybuchu została ustalona na około 3,8 miliarda lat świetlnych od Ziemi, co oznaczało, że była to najprawdopodobniej najjaśniejsza supernowa odkryta do tej pory.  Wyniki nowszych badań wskazują na to, że nie była to supernowa, ale tzw. tidal disruption event – rozerwanie gwiazdy która zbliżyła się do szybko wirującej czarnej dziury.

## Charakterystyka
Supernowa położona była w dużej i jasnej galaktyce – prawdopodobnie większej od naszej Drogi Mlecznej. Widmo wybuchu pozbawione było w znacznej mierze linii wodoru, co oznaczało, że przed wybuchem gwiazda odrzuciła lub w inny sposób straciła swoją zewnętrzną powłokę gazową. Według pierwszej hipotezy wybuch supernowej mógł być „napędzany” szybko wirującym magnetarem. Przy odpowiednio dużej prędkości obrotu – rzędu jednego obrotu na milisekundę – po niewielkim spowolnieniu gwiazdy powstałby impuls magnetyczny, który mógłby odrzucić zewnętrzne powłoki gwiazdy i spowodować znaczne pojaśnienie wybuchu poprzez interakcję samego wybuchu z wiatrem magnetycznym. Hipoteza, że wybuch był napędzany magnetarem, potrzebuje wielu szczęśliwych zbiegów okoliczności (odpowiednia masa gwiazdy, prędkość wirowania, siła wiatru magnetycznego) i zdaniem jej autora, jeżeli jest prawdziwa, to reprezentuje model największych możliwych wybuchów supernowych w ogóle – nie tylko ASASSN-15lh.
Mniej egzotyczna hipoteza sugeruje, że supernowa sygnalizowała śmierć rzadkiej, supermasywnej gwiazdy o masie setek mas Słońca. Gwiazdy tego typu są na tyle rzadkie, że nigdy wcześniej nie obserwowano jeszcze wybuchu żadnej z nich. Jeżeli ta hipoteza jest z kolei prawdziwa, to może zostać potwierdzona przez dodatkowe obserwacje i wykrycie linii spektralnych radioaktywnego niklu o masie około 30 mas Słońca.
Przesunięcie ku czerwieni supernowej wynosiło z = 0,2326. Jej absolutna wielkość gwiazdowa to około −23,5 ± 0,1, a jasność bolometryczna wynosi 2,2 ± 0,2 × 1045 ergów na sekundę – supernowa była prawie dwukrotnie jaśniejsza niż wcześniejsza rekordzistka w tym zakresie.
Według profesora Krzysztofa Stanka z Ohio State University, jednego z kierowników programu ASAS-SN, w momencie jej największej jasności supernowa świeciła 20 razy jaśniej niż łącznie 100 miliardów gwiazd naszej Galaktyki i w ciągu sześciu miesięcy po jej wybuchu wypromieniowała 10 razy więcej energii niż Słońce wyprodukuje w czasie jego istnienia. Według Stanka, gdyby wybuch miał miejsce nawet w najbardziej odległej części naszej Galaktyki, to widziany z Ziemi byłby jaśniejszy niż Księżyc.